# 中井精也
中井精也（1967年10月4日—），東京都出身，日本知名攝影家，專長於鐵道攝影。

## 簡歷
中井自年少時即對鐵道有興趣，在學生時代參加學校的鐵道社團。從成蹊大學畢業後，進入東京攝影專門學校（今東京視覺藝術專門學校），師從同樣專長於鐵道攝影的攝影家真島滿秀。
1996年設立自己的工作室「Railman Photo Office」（レイルマンフォトオフィス），2000年與山崎友也將工作室擴充為公司「Railman Photo Office」接受各鐵道公司的攝影委託。並開始在電視節目等公開活動中介紹鐵道攝影。

## 另見
- 山崎友也
- 真島滿秀

## 外部連結
- （日語）http://railman.cocolog-nifty.com/blog/（页面存档备份，存于） - 本人的網誌
- （日語）http://www.railmanphoto.com/[ ] （页面存档备份，存于）
- （日語）中井精也Twitter（页面存档备份，存于） - 本人Twitter